# Centro para la Investigación Forestal Internacional
El Centro para la Investigación Forestal Internacional (CIFOR, por sus siglas en inglés) es una organización global sin fines de lucro, que impulsa el bienestar humano, la conservación ambiental y la equidad. CIFOR lleva a cabo investigación que permite la toma de decisiones informada y equitativa sobre el uso y manejo de los bosques en los países en desarrollo. 

## Información general

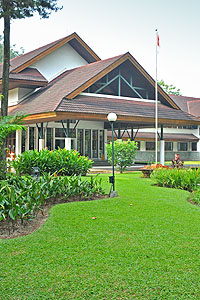
Oficina principal de CIFOR en Bogor, Indonesia.

La investigación y el análisis experto de CIFOR ayudan a que diseñadores de políticas y profesionales den forma a políticas efectivas, mejoren el manejo de los bosques tropicales y enfrenten las necesidades y perspectivas de las personas que dependen de ellos para su subsistencia. El enfoque multidisciplinario de CIFOR considera las causas de la deforestación y la degradación, que frecuentemente están fuera del sector forestal: fuerzas como la agricultura, el desarrollo de infraestructura, comercio y políticas de inversión, y cumplimiento de la ley.
La investigación de CIFOR incluye temas ambientales, de gobernanza y pobreza.
- ¿Cómo se pueden manejar los bosques de forma que podamos mitigar y adaptarnos al cambio climático?
- ¿Cómo pueden las personas que dependen de pequeñas propiedades y de la forestería comunitaria mejorar sus formas de vida?
- ¿Cómo se puede lograr un equilibrio entre las ventajas y desventajas de la conservación y el desarrollo?
- ¿Cómo se pueden manejar los impactos del comercio globalizado y la inversión?
- ¿Cómo se puede gestionar sosteniblemente la producción de los bosques tropicales?

CIFOR tiene sus oficinas principales en Bogor, Indonesia. Cuenta con tres oficinas regionales: Burkina Faso (África Occidental), Camerún (Asia central) y Kenia (Sur y Este de África) y oficinas de proyectos en Etiopía y Zambia (África), Vietnam y Laos (Asia), y Brasil y Perú (Latinoamérica).
CIFOR es uno de los 15 centros que forman el Grupo Consultivo sobre Investigación Agrícola Internacional (CGIAR, por sus siglas en inglés).

## Historia
Aunque muchos relacionan la creación de CIFOR con la Cumbre de la Tierra de 1992, porque sus operaciones comenzaron al año siguiente, los diálogos que llevaron a la fundación de CIFOR son anteriores a la Cumbre de la Tierra por varios años. En 1991, el CGIAR nombró al Centro Australiano para la Investigación Agrícola Internacional (ACIAR, por sus siglas en inglés) como el organismo encargado de establecer CIFOR y de crear una Junta Directiva. El Acuerdo de Creación de CIFOR fue presentado ante las Naciones Unidas y su personalidad jurídica como organización internacional se consolidó con un Acuerdo de País Sede entre la nueva Junta Directiva y el Gobierno de Indonesia en mayo de 1993.
En los inicios de CIFOR se tomó la decisión de enfocar su programa de investigación en la investigación de la política forestal en lugar de aspectos técnicos forestales o mejora genética de árboles, que se consideró eran más adecuados para institutos de investigación nacionales y del sector privado. En lugar de contar con laboratorios, CIFOR sería un "centro sin barreras" que guiaría a equipos de investigación interdisciplinarios en colaboración con socios para hacer frente a los cambios de la política forestal en un mundo cada vez más complejo y globalizado.

## Socios
CIFOR ocupa un nicho en el amplio universo de organizaciones que trabajan en la investigación forestal. Para tener un impacto significativo, debe establecer y mantener relaciones estratégicas con una serie de socios en los niveles nacional, regional e internacional. Tres relaciones son de especial importancia:
Grupo Consultivo sobre Investigación Agrícola Internacional (CGIAR, por sus siglas en inglés)
Ser parte del Sistema del CGIAR ofrece múltiples beneficios: cercanía a sus redes globales; alianzas con otros centros; acceso a una gama de servicios, y otros. Además, una parte importante del financiamiento de CIFOR proviene de fuentes del CGIAR.
Centro Mundial Agroforestal (ICRAF, por sus siglas en inglés)
Existen importantes oportunidades de colaboración entre CIFOR y el Centro Mundial Agroforestal, dado el fuerte enfoque de este último en árboles en paisajes agrícolas.
Gobierno de Indonesia
La relación de CIFOR con Indonesia se define por el hecho de la primear es una organización internacional de investigación con el mandato de generar bienes públicos globales, al tiempo que procura apoyar la agenda de investigación de políticas forestales en el país anfitrión. CIFOR trabaja de forma cercana con el Ministerio de Silvicultura para identificar las áreas potenciales de colaboración en la investigación y divulgación. 

## Estrategia
La primera estrategia de CIFOR, definida en 1996, contiene los fundamentos y la dirección para la investigación innovadora que tuvo un impacto significativo en la comprensión y la práctica del manejo forestal en los trópicos. Pero los bosques del mundo y la forma en que se les percibe han cambiado dramáticamente desde que se creó CIFOR.
El primero de muchos cambios consiste en que los bosques son actualmente parte fundamental en el contexto del cambio climático. CIFOR reconoce que casi el 20 por ciento de las emisiones globales de carbono son causadas por la deforestación, y que disminuir la pérdida de bosques es crucial y una forma económicamente rentable de mitigar el calentamiento global.
Al mismo tiempo, nuevas fuerzas impulsan tanto la deforestación como la degradación de los bosques. Por ejemplo, la promoción de los biocombustibles por los gobiernos preocupados por el calentamiento global está impulsando la tala de bosques en algunas áreas. 
Para responder a estos y otros retos, CIFOR ha ideado una nueva estrategia para una nueva era. La estrategia se desarrolló a través de una amplia consulta con el personal y los socios, incluidos donantes, diseñadores de políticas, investigadores, líderes de opinión y organizaciones no gubernamentales. Aprobado por la Junta Directiva en mayo de 2008, esta estrategia guía el trabajo de CIFOR hasta 2018.

## Investigación
La investigación de CIFOR se centra en seis áreas que reflejan la naturaleza intersectorial del manejo forestal:

### Área 1: Fortalecimiento del papel de los bosques en la mitigación del cambio climático

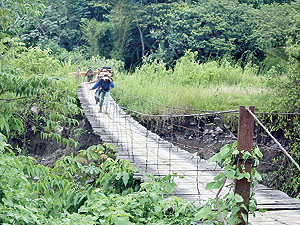
La investigación de CIFOR ayuda a identificar los métodos efectivos para medir y monitorear la reducción de emisiones de carbono al evitar la deforestación y degradación de bosques

El cambio de uso de suelo debido a la deforestación es una fuente importante de emisiones de carbono que contribuye al calentamiento global, liberando más dióxido de carbono en la atmósfera que el sector transporte, y su sed insaciable de combustible. 
Las emisiones provenientes de la deforestación solo en Brasil e Indonesia igualan los compromisos de reducción de carbono de todos los países del Anexo 1, durante el primer período de compromisos del Protocolo de Kioto. Encontrar formas de mantener los depósitos terrestres de carbono y reducir las emisiones de carbono provenientes de los cambios de uso del suelo serán elementos clave en las futuras negociaciones de la Convención Marco de las Naciones Unidas sobre el Cambio Climático (CMNUCC).
El objetivo de CIFOR es asegurar que el régimen climático internacional posterior a 2012 y los esquemas de REDD a nivel nacional sean eficientes, equitativos y ofrezcan beneficios a las comunidades afectadas en los países en desarrollo. Para 2013, la investigación de CIFOR habrá informado las negociaciones con miras hacia un esquema global de REDD, y habrá influenciado políticas y estrategias de REDD a nivel nacional en al menos cinco países. 
Temas de Investigación
- Desarrollar procedimientos y mejores prácticas para calcular y administrar las reservas de carbono en los bosques tropicales
- Identificar políticas, condiciones de gobernanza y mecanismos de pago que lleven a la implementación efectiva de los esquemas de REDD
- Entender la economía política y las barreras para la adopción de políticas de REDD eficientes, eficaces y equitativas

### Área 2: Fortalecimiento del papel de los bosques en la adaptación al cambio climático

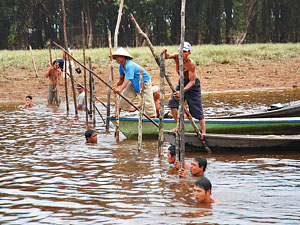
El cambio climático amenaza en múltiples formar a la población rural pobre, que a menudo vive en áreas donde el cambio climático está aumentando el riesgo de inundaciones, incendios y otros desastres. CIFOR ayuda a los gobiernos y comunidades a manejar los bosques para reducir estos riesgos.

El cambio climático ya tiene efectos dramáticos en los bosques, los recursos naturales y los medios de vida de las personas. Durante el siglo pasado, la temperatura de la Tierra se elevó en aproximadamente 0.7 °C. Si no tomamos medidas para hacer frente al cambio climático, las temperaturas podrían subir con mayor rapidez, entre 1.4 °C y 5.8 °C, en los próximos 100 años. La gente pobre en los países en desarrollo está particularmente expuesta a los efectos del cambio climático, entre otras cosas porque a menudo viven y trabajan en las áreas - llanuras aluviales, montañas, deltas - en las que los desastres naturales ocurren con mayor frecuencia. 
Los principales desafíos incluyen reducir la vulnerabilidad de aquellos sectores que son más sensibles a la variabilidad del clima - incluyendo los bosques, energía y agua - y actividades de desarrollo futuras "a prueba del clima". La mayoría de los países ya han definido planes o proyectos de adaptación, pero pocos están considerando los bosques en la adaptación. Los bosques deben ser incluidos en las políticas de adaptación al cambio climático por dos razones: primero, debido a su vulnerabilidad; y segundo, debido a su papel en la reducción de la vulnerabilidad por pérdidas sociales debidas al cambio climático.
El objetivo doble de CIFOR consiste en asegurar que la política forestal y la práctica enfrentan la necesidad de proteger los medios de subsistencia de quienes viven en los bosques de las adversidades provocadas por el cambio climático y garantizar que las estrategias de adaptación incorporan adecuadamente un mejor manejo forestal. Para 2014, la investigación de CIFOR habrá informado la adopción por parte de la CMNUCC de un conjunto de métodos probados para evaluar la vulnerabilidad de los bosques y los criterios para el manejo adaptativo de los bosques, y habrá influido en las políticas de adaptación relacionadas con los bosques en por lo menos cinco países.
Temas de Investigación
- Incorporar en el manejo forestal la adaptación al cambio climático
- Posicionar a la silvicultura en la agenda de adaptación al cambio climático

### Área 3: Mejora de los medios de vida a través del trabajo con pequeños propietarios y forestería comunitaria

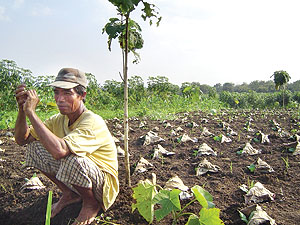
La investigación de CIFOR ayuda a los diseñadores de políticas para que incluyan las inquietudes de los pequeños propietarios y de la comunidad forestal en las estrategias nacionales de reducción de la pobreza.

Treinta millones de trabajos informales están relacionados con actividades forestales en los países en desarrollo, y estas actividades significan entre 13 y 35 por ciento del empleo rural no agrícola. A pesar de eso, gran parte de los 240 millones de personas que viven en las zonas forestales viven en la pobreza. Sorprendentemente, existen pocos conocimientos empíricos que resuelvan preguntas básicas, pero relevantes, sobre la relación entre los bosques y la pobreza.
Al menos una cuarta parte de los bosques en países en desarrollo está bajo alguna forma de manejo comunitario, y es probable que esta proporción crezca. Los mercados internos para los productos forestales también se están extendiendo, y deberían crear nuevas oportunidades económicas para los hogares con escasos ingresos. Se necesita mejor información sobre políticas y prácticas que podrían ayudar a los pequeños propietarios y las empresas forestales comunitarias a florecer.
El objetivo de CIFOR es mejorar la comprensión de la relación entre los bosques y el bienestar humano. Para 2014, CIFOR habrá influido en la manera en que las preocupaciones de los pequeños propietarios y de las comunidades forestales son incorporadas en las estrategias de reducción de la pobreza en al menos cinco países.
Temas de Investigación
- Identificar prácticas de manejo apropiadas para pequeños propietarios y el aprovechamiento de bosques comunitarios, incluyendo la provisión de redes de seguridad para la diversidad de los bosques
- Definir acuerdos instituciones locales que sean efectivos para fortalecer los resultados de los pequeños propietarios y el manejo comunitario
- Crear políticas e instituciones para mejorar la coordinación, productividad, sostenibilidad y rentabilidad de las pequeñas empresas

### Área 4: Manejo de los pros y contras de la conservación y el desarrollo en la escala de paisajes

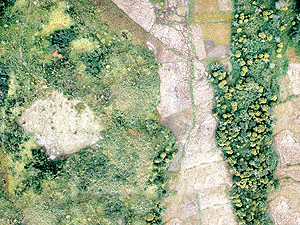
La investigación de CIFOR ayuda a gobiernos y comunidades para que logren sus objetivos de conservación y desarrollo.

Los esfuerzos de conservación se centran principalmente en optimizar el manejo de áreas protegidas, aunque a nivel mundial la mayor parte de la biodiversidad se encuentra en mosaicos fragmentados de paisajes fuera de las áreas protegidas, que suelen ser objeto de una amplia gama de usos de la tierra. Integrar el uso sostenible y la conservación en paisajes tropicales requiere del reconocimiento de que hay ventajas y desventajas inherentes. Existe un creciente interés por orientar directamente la prestación de los servicios forestales a través de pagos por servicios ambientales (PSA). Con los PSA, la compensación se utiliza como una herramienta para reconciliar el difícil equilibrio entre los intereses de los propietarios y los usuarios de los servicios. Para entender plenamente el potencial de los esquemas de PSA es necesario comparar su eficacia con enfoques de conservación alternativos. Hay una urgente necesidad de conocimientos científicos sólidos para identificar mejores formas de lograr el equilibrio entre la conservación y el desarrollo.
El objetivo de CIFOR es encaminar las políticas y las prácticas hacia enfoques de conservación y desarrollo más eficaces, eficientes y equitativos. Para el 2016, las políticas y prácticas en al menos dos organizaciones internacionales de conservación y agencias financiadoras de alto nivel, y al menos cinco gobiernos nacionales, empezarán a reflejar los resultados de la investigación de CIFOR.
Temas de Investigación
- Desarrollar mejores métodos para la evaluación de servicios ambientales
- Establecer plataformas para equilibrar las ventajas y desventajas de la conservación y el desarrollo
- Entender la relativa eficacia de los marcos institucionales y enfoques alternativos de conservación

### Área 5: Manejo de los impactos del comercio globalizado y la inversión en bosques y comunidades forestales

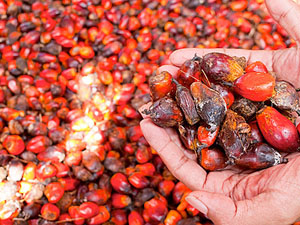
El análisis de CIFOR de las tendencias globales en los bosques está ayudando a que quienes toman las decisiones reduzcan los impactos del comercio y la inversión en los bosques y las comunidades que dependen de ellos.

Tanto el aumento del comercio de productos forestales como la inversión en las industrias forestales tienen el potencial de estimular el crecimiento económico. Los países en desarrollo exportan más de 23 billones de dólares americanos en productos forestales cada año. Sin embargo, en muchos lugares solo una pequeña fracción de las ganancias beneficia a los productores de pequeña escala y habitantes de los bosques. Las prácticas injustas de comercio, los mercados distorsionados, la corrupción y la falta de gobernabilidad socavan la posible contribución de los bosques a los medios de vida locales.
En los próximos años, una serie de tendencias globales —incluyendo la demanda de China de productos de madera, el cambio geográfico en la producción industrial de madera a lugares fuera de Asia, una mayor inversión en la plantación de árboles industriales y la creciente demanda de biocombustibles— tendrá un impacto significativo en los bosques y las personas que dependen de ellos. Para mitigar el impacto del comercio global y la inversión en los bosques, los gobiernos y otras actores necesitan investigación para construir escenarios que ilustren las consecuencias de las tendencias actuales y futuras de los bosques y los medios de subsistencia basados en ellos.
El objetivo de CIFOR es facilitar cambios significativos en los estándares de inversión global en áreas tales como evaluación de riesgos, monitoreo y divulgación de la información. En 2014, la investigación de CIFOR habrá influido, en al menos tres países, en los procesos de toma de decisiones para un manejo más efectivo del impacto del comercio y la inversión en los bosques y las comunidades que dependen de ellos.
Temas de Investigación
- Entender las tendencias del comercio y la inversión
- Evaluar herramientas para el manejo de los impactos nacionales y locales de las tendencias del comercio y la inversión

### Área 6: Manejo sostenible de la producción obtenida en bosques tropicales

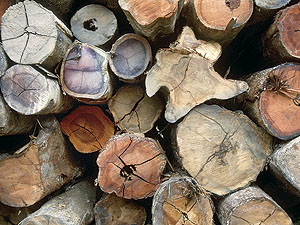
La investigación de CIFOR sirve para que comunidades pobres influencien las decisiones sobre los bosques de los que ellos dependen y para que puedan incrementar sus ingresos a partir de productos obtenidos de los bosques.

Como la producción de los bosques provendrá hasta en un 80 por ciento de zonas localizadas en los trópicos, es probable que un gran número de personas que dependen de los bosques y que viven en o cerca de ellos se vean afectadas por la forma en que se manejan. En las últimas dos décadas, la comunidad mundial ha buscado enfoques de largo plazo para promover el manejo sustentable de los bosques. Estos esfuerzos han resultado en cantidades cada vez mayores de bosques naturales destinados a la producción de madera bajo esquemas de manejo sostenible. Sin embargo, la sostenibilidad sigue siendo un objetivo difícil de alcanzar en muchos países donde los principios básicos del manejo forestal no han cambiado en las últimas décadas.
La mayoría de los modelos existentes para la gestión sostenible de los bosques solo son viables para grandes concesiones. Están diseñados para grandes empresas que explotan bosques primarios, no para las medianas o pequeñas empresas que trabajan en bosques secundarios o previamente explotados. Hay una gran necesidad de investigación para revisar los paradigmas de manejo de los bosques tropicales de producción y para facilitar el diseño de nuevas normas de gestión, que sean equitativas y más respetuosas con el medio ambiente.
El objetivo de CIFOR es lograr un cambio en cómo los bosques de producción son manejados, y por quién. En 2018, la investigación de CIFOR habrá contribuido a un aumento significativo de las áreas de manejo de bosques de producción destinadas a bienes y servicios, más allá de la sola extracción maderera, en al menos cinco países. A nivel global, las decisiones de inversión, las normas y directrices de donantes clave y los organismos forestales reflejarán en mayor medida este cambio de paradigma.
Temas de Investigación
- Definir mejores regímenes de bosques y de política forestal
- Desarrollar herramientas e información para un mejor manejo de la producción obtenida de los bosques, más allá de la mera reducción de impactos en la extracción
- Entender los valores de la población local, así como sus derechos y la forma en que distribuyen los beneficios que les proporciona el bosque.

## Publicaciones
Los resultados de las investigaciones llevadas a cabo por CIFOR están a disposición de la comunidad científica internacional y de diseñadores de políticas a través de publicaciones en revistas científicas internacionales, informes sobre políticas y materiales de capacitación. Además, CIFOR también difunde contenidos en revistas en diferentes idiomas, CD y manuales. 

## Día de los Bosques
Artículo principal: Día de los Bosques
El Día de los Bosques es una de las principales plataformas a nivel mundial para que aquellos interesados en los bosques y el cambio climático se reúnan e intercambien puntos de vista. El Día de los Bosques es organizado por el Centro para la Investigación Forestal Internacional en nombre de la Asociación de Colaboración en materia de Bosques. Se celebra de forma paralela a la Convención Marco de las Naciones Unidas sobre el Cambio Climático. La más reciente edición del Día de los Bosques se celebró en Durban, Sudáfrica, el 4 de diciembre de 2011. Al evento asistieron más de 1100 personas, entre ellas 216 negociadores sobre cambio climático. Las anteriores ediciones se llevaron a cabo en Bali, Polonia, Copenhague y México.